# Alf Hildrum

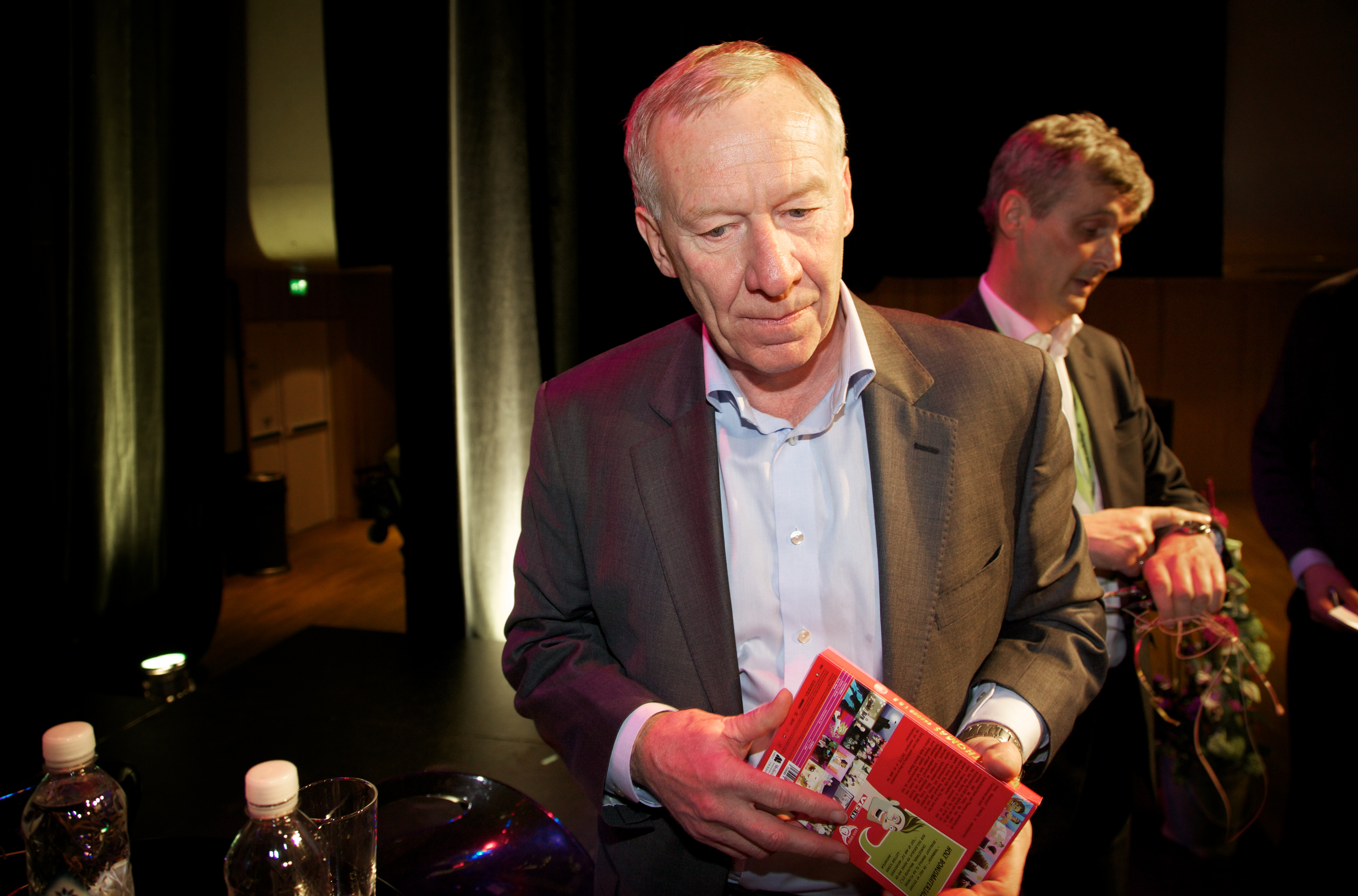
Alf Hildrum, Nordiske mediedager 2010

Alf Ivar Hildrum (* 18. April 1948 in Overhalla) ist ein norwegischer Journalist, Politiker der Sozialdemokratischen Partei (Arbeiderpartiet) und Chefredakteur des privaten TV-Senders TV2.
Hildrum arbeitete von 1977 bis 1978 als Sekretär beim Norwegischen Verkehrs- und Handelsministerium. Er wurde anschließend persönlicher Referent von Tove Strand Gerhardsen. Ab 1978 arbeitete er als Journalist beim Arbeidernes Pressekontor und 1981 wurde er Chefredakteur des Bergens Arbeiderblad. 1984 wurde er Mitherausgeber im Arbeidernes Pressekontor und 1988 Geschäftsführer von A-pressen. 2007 wurde er schließlich Chefredakteur des privaten Senders TV 2.